# 十一番目の志士
『十一番目の志士』（じゅういちばんめのしし）は、司馬遼太郎の時代小説。長州藩出身で二天一流を使いこなす架空の暗殺者（刺客）天堂晋助の生涯を描く。1968年にはNETテレビでテレビドラマ化されている。また、1977年のNHK大河ドラマ『花神』でも原作の一つとして用いられている。

## 書誌情報
- 初出：『週刊文春』1965年10月18日号 - 1966年11月21日号。
- 単行本：文藝春秋より1967年2月刊。
- 文庫版：文春文庫より1974年11月刊。
- 文庫新装版：同文庫より2009年2月刊。上下巻に分冊。（上）：ISBN 978-4-16-766331-5、（下）：ISBN 978-4-16-766332-2。
- 全集：『司馬遼太郎全集 16』（文藝春秋、1972年）所収。

## あらすじ
長州藩の高家出身の高杉晋作は旅の途中、二天一流を使いこなす天堂晋助と出会う。この男の剣術能力を見込み、高杉晋作は刺客として活用することにした。
江戸、大坂、京都三都で晋助の刃が血を垂らす。そのことに感づいた新選組は晋助の調査に乗り出し、晋助に許婚の椋梨一蔵を殺された栗屋菊絵もまた、晋助を仇と付け狙う。新選組との戦闘が白熱する中、新選組副長の土方歳三も自ら戦闘に出て、晋助と刀を交える。しかし晋助の心境は戦うにつれて徐々に変化しつつあった。

## 登場人物
天堂 晋助（てんどう しんすけ）
主人公かつオリジナルキャラクター。周防鋳銭村出身で、村厄介なる最下級の農民の出。代々、宮本伊織から伝来した二天一流兵法を継承した剣術の達人。その剣術の腕を高杉晋作に見込まれ長州藩の藩士となり、奇兵隊に入隊。京を中心に活動し、新選組に一目置かれるほどの刺客となる。司馬の原作は高杉の死と愛妾おうのの（強制的な）出家で終わっているが、大河ドラマ『花神』（演：田中健）では、奇兵隊と共に戊辰戦争で各地を転戦し、最期は箱館で戦死している。
なお、司馬の作風は基本的に史実に対して忠実であるため、歴史研究者でさえ実在の人物と思ってしまったという。このような人物を創作した理由は、土佐藩や薩摩藩には岡田以蔵・田中新兵衛など有名な刺客がいるのに対し、長州藩にはいなかったと考えたためとされる。

## テレビドラマ

### 概要
- NETナショナルゴールデン劇場
- 放送期間：1968/06/13～1968/08/15
- 放送曜日：木曜日
- 放送時間：22:00〜23:00
- 放送回数：10回

### スタッフ
- 脚本：山田信夫
- 音楽：山下毅雄
- 制作協力：古賀伸雄、森誠一
- プロデューサー：若杉若光
- 演出：大村哲夫
- 制作：NET、俳優座

### 配役
- 天堂晋助：加藤剛
- 冴：栗原小巻
- 高杉晋作：平幹二朗
- 桂小五郎：山本耕一
- 赤根武人：原田清人
- 土方歳三：原田芳雄
- 近藤勇：中谷一郎
- 小栗忠順：根上淳
- 勝海舟：北村和夫
- 東洞院千斎：永井智雄
- 栗屋庸蔵：神田隆
- 川口敦子
- 椋梨一蔵：菅貫太郎
- 井川比佐志
- 北林早苗
- 稲荷屋大五郎：田中邦衛
- 永井智雄
- 大藤幽叟：松本克平
- 日柳蒸石：袋正
- 小栗一也
- 日恵野晃
- 藤原釜足
- 夏川かほる
- 高木二朗
- 三増紋也
- ミッシェル・ドゥーカス
- 小池明義
- 片山真由美
- 山本麟一
- ナレーター：横内正

| NET系列 ナショナルゴールデン劇場 | NET系列 ナショナルゴールデン劇場 | NET系列 ナショナルゴールデン劇場 |
| 前番組                           | 番組名                           | 次番組                           |
| -------------------------------- | -------------------------------- | -------------------------------- |
| レモンの涙                       | 十一番目の志士                   | もも・くり三年                   |